# Tramlijn Egmond aan Zee - Alkmaar
De tramlijn Egmond aan Zee - Alkmaar was een normaalsporige tramlijn tussen Egmond aan Zee en Alkmaar die in gebruik was van 1905 tot 1934.

## Geschiedenis

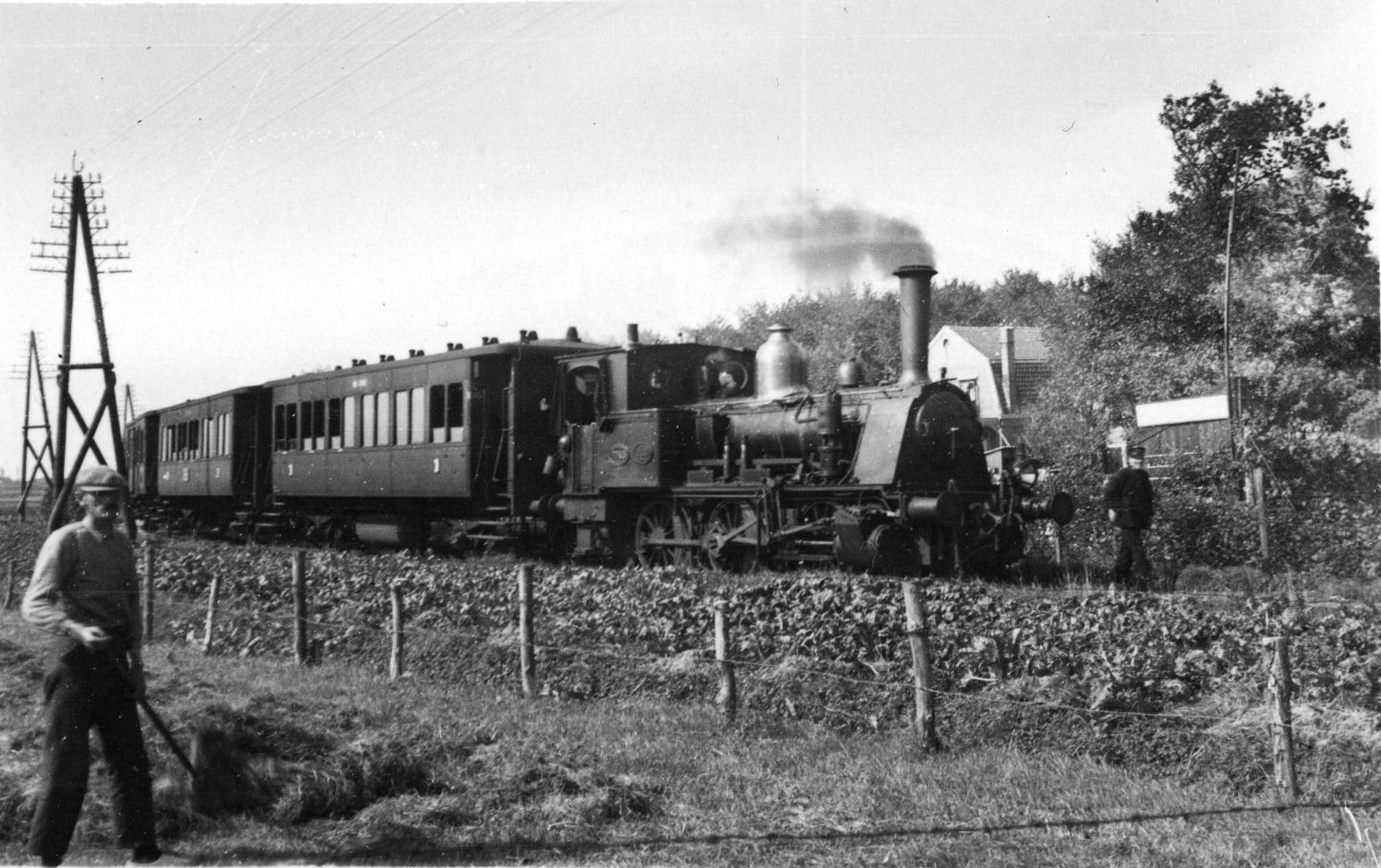
Tram met NS-stoomloc 7743 bij Egmond, kort voor de opheffing in 1934.

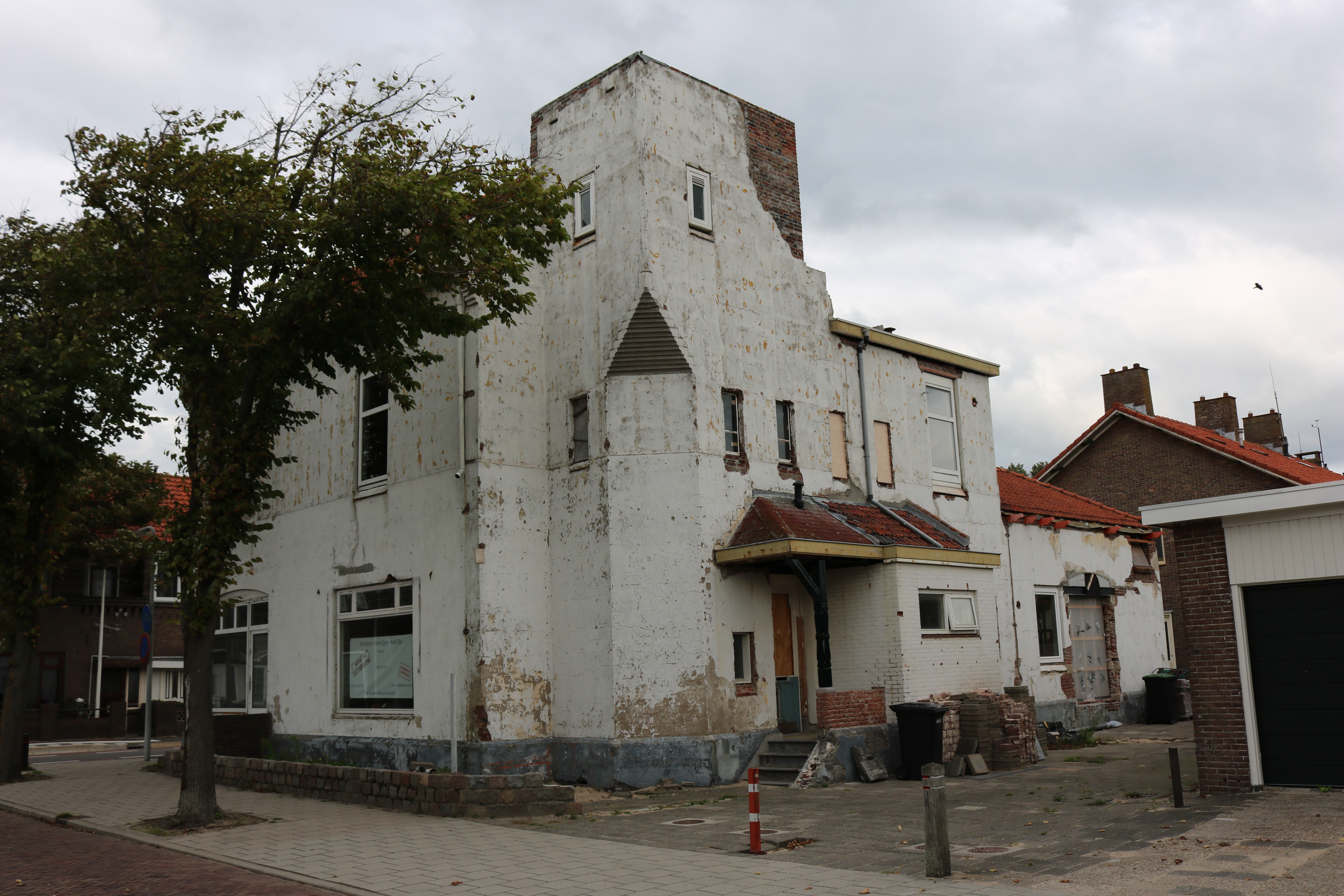
Tramstation Egmond aan Zee anno 2018

De stoomtramlijn van Egmond aan Zee via Egmond aan den Hoef naar Alkmaar werd geopend op 21 juli 1905. Zij was tot 1 januari 1918 eigendom van de Stoomtram Maatschappij ‘Egmond - Alkmaar - Bergen’ (EAB) en werd geëxploiteerd door de HSM, aanvankelijk doorgaand van en naar Bergen en Bergen aan Zee via de tramlijn Alkmaar - Bergen aan Zee.
Tot 1913 was het tramstation te Alkmaar gelegen op het stationsplein. Daarna hadden de stoomtrams hun halte op een apart tramperron aan de achterzijde van het station. Met de ingebruikname van het nieuwe tramstation werden de aanvankelijk gebruikte stoomtramrijtuigen op de lijn naar Egmond vervangen door lokaaltreinmaterieel en verviel de doorgaande dienst Egmond - Bergen. De lijn naar Egmond werd opgeheven in 1934, de lijn naar Bergen aan Zee bleef nog eenentwintig jaar langer bestaan.
Het tramstation in Egmond lag in de Voorstraat nabij de Prins Hendrikstichting iets ten oosten van het latere busstation. Het stationsgebouw aan de Pieter Schotsmanstraat bestaat nog steeds en is gerestaureerd. 